# Kalvøya (Nærøysund)
Kalvøya – norweska wyspa w archipelagu Vikna. Administracyjnie należy do okręgu Trøndelag, gminy Nærøysund. Ma 25,7 km² powierzchni.
Wyspa posiada mocno rozwiniętą linię brzegową. Porośnięta jest głównie wrzosowiskami oraz lasami brzozowymi. Najwyższy punkt wyspy ma 42 m n.p.m.